# アークレイリ

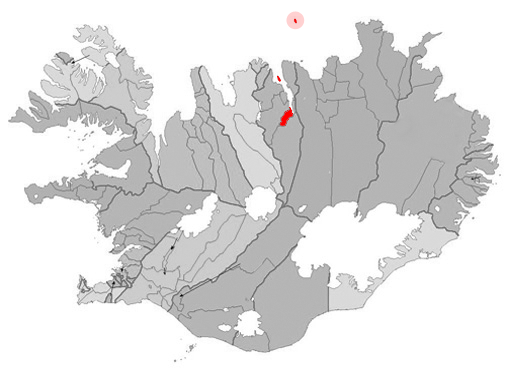
位置

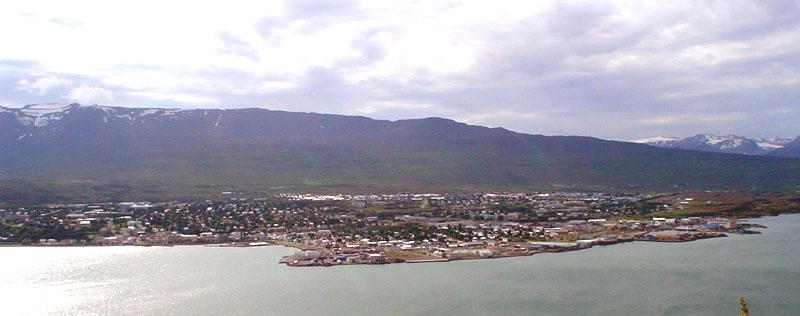
アークレイリ

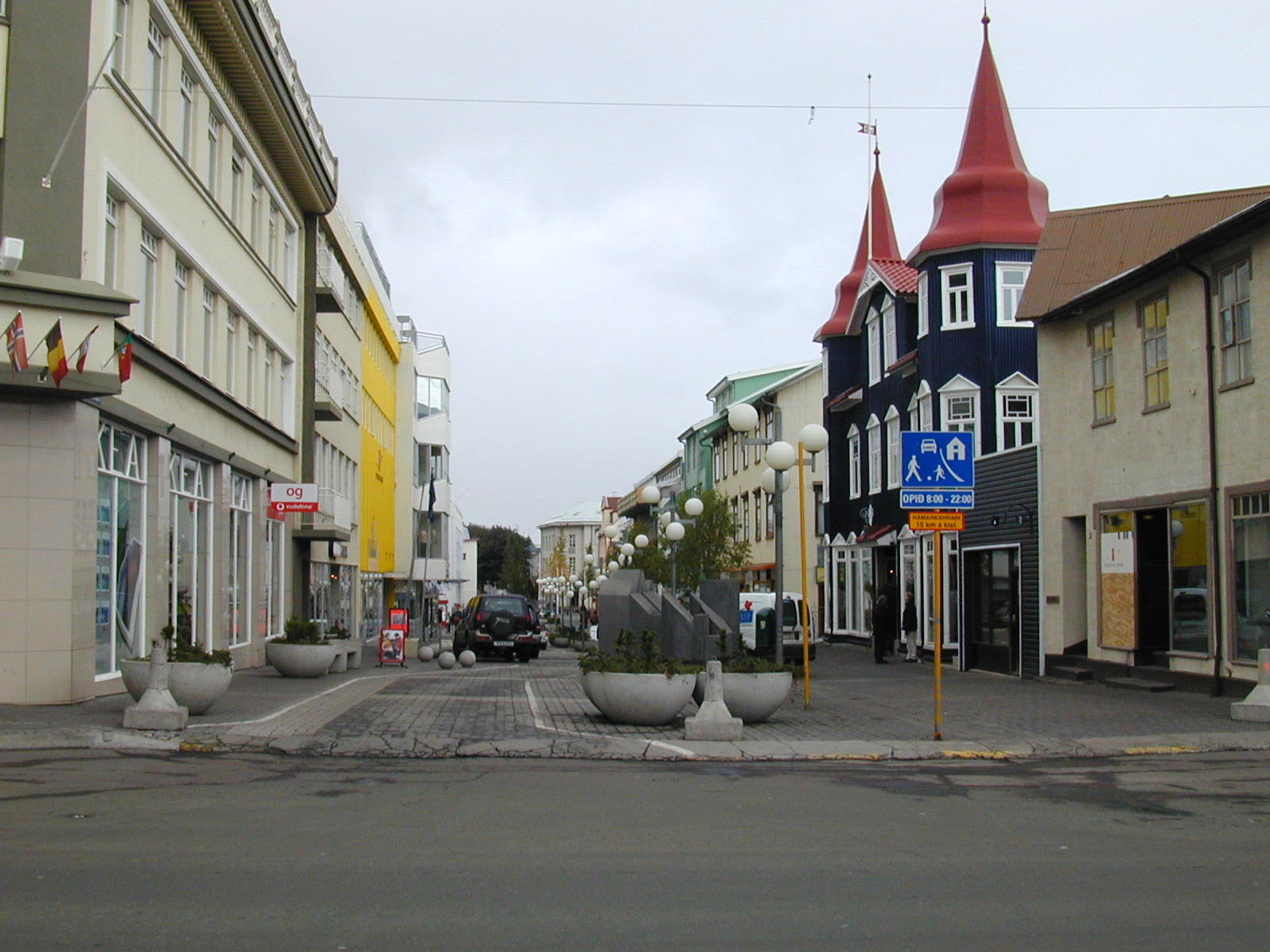
街並

アークレイリ（Akureyri）は、アイスランドの北部、エイヤ・フィヨルドに臨む都市。人口は1万8925人（2019年）で、レイキャヴィーク都市圏外では最大の都市である。
エイヤフィヨルズルというフィヨルドの最も奥に位置し、天然の良港となっている。フィヨルドのため、ダウンタウンを含む海沿いのごく一部は平坦であるが、それ以外は急坂が多い。南西部には新興住宅街が広がる。夏期には観光客も訪れ、賑わいを見せる。
海岸線を沿うように国道1号線（リングロード）が南北に貫いている。この都市から東のエイイルススタジル方面へ向かう車の量は非常に少ない。街の南部、フィヨルドの谷間に作られた細長い人工島の上にはアークレイリ空港がある。国内線が主であり、エア・アイスランドとノーランドエアが就航している。また、アイスランド最北端のほか、グリムセイ島への玄関口である。まれにコペンハーゲン、ロンドン、アンタルヤとの国際便も発着している。
工業専用学校、農事試験所がある。
1928年から活動しているスポーツクラブのKRアークレイラルが保有するサッカー部門は、1989シーズンにアイスランド1部リーグで初優勝を果たしている。

## 歴史
9世紀頃からヴァイキングが集落を作り定住した。
18世紀にデンマークの商人が移住し、港を形成してから急激に発展した。

## 経済

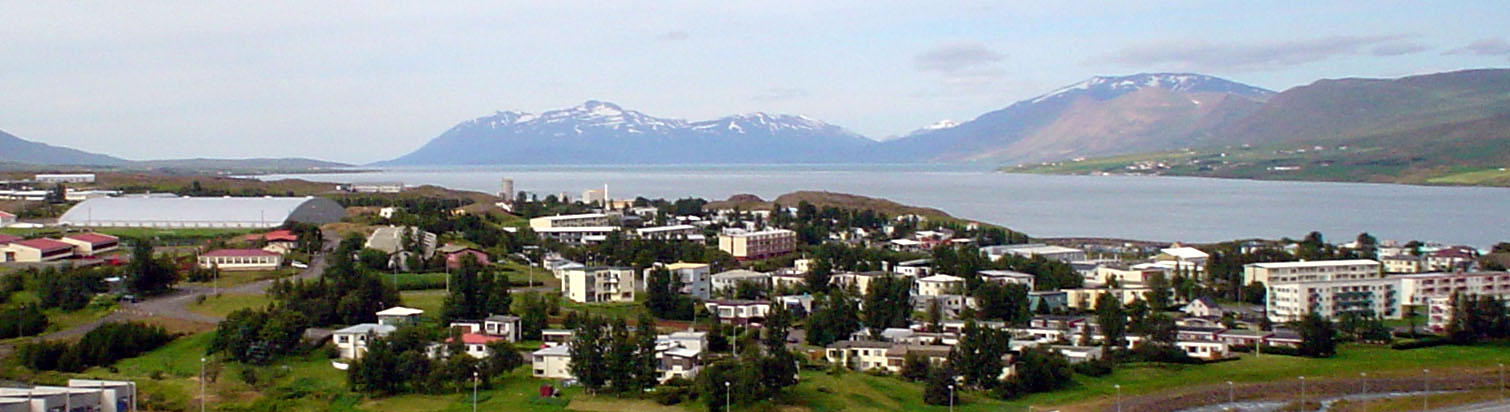
遠景

## 姉妹都市
- オーレスン、ノルウェー
- ラナース、デンマーク
- ヴェステロース、スウェーデン
- ラハティ、フィンランド
- ムルマンスク、ロシア